# Bundesautobahn 672
Pour les articles homonymes, voir A672 et Autoroute A672.
 (décembre 2023).
Si vous disposez d'ouvrages ou d'articles de référence ou si vous connaissez des sites web de qualité traitant du thème abordé ici, merci de compléter l'article en donnant les références utiles à sa vérifiabilité et en les liant à la section « Notes et références ».
La Bundesautobahn 672 est une Bundesautobahn dans le Land de Hesse.

## Géographie
Au nord-ouest de Griesheim, l'A 672 bifurque de la Bundesautobahn 67, se dirige vers l'est et traverse la Bundesautobahn 5. L'autoroute rencontre ensuite la Bundesstraße 26, également en provenance de Griesheim, qui présente un carrefour en forme de la trompette allongée à droite. Le prolongement de l'autoroute est la B 26, qui s'étend sous le nom de Rheinstrasse jusqu'au centre-ville de Darmstadt et, derrière la ville, mène à Aschaffenbourg à la manière d'une autoroute. L'ensemble du parcours se situe dans la Westwald.
En venant de l'A 5, on ne peut changer que pour l'A 672 en direction de Darmstadt ; la jonction n'a de liaisons que vers et depuis l'est. Si on souhaite passer de l'A 5 depuis Francfort-sur-le-Main à l'A 67 en direction de Rüsselsheim am Main, on doit soit utiliser la Bundesautobahn 3 depuis la Frankfurter Kreuz, soit la Bundesstraße 42 depuis le carrefour de Weiterstadt jusqu'au carrefour de Büttelborn pour l'A 67. Une liaison correspondante n'est pas nécessaire depuis le sud, car l'A 5 et l'A 67 sont parallèles l'une à l'autre jusqu'à Mannheim et sont reliées entre elles par plusieurs rues. Il manque également des rampes correspondantes dans l'échangeur de Darmstadt immédiatement au sud.
Si on vient du sud, on doit quitter la route principale de l'A 5 ou de l'A 67 à l'échangeur de Darmstadt pour rejoindre l'A 672. Il serait théoriquement possible de conserver la route principale tout en passant à l'A 672, mais il faudrait alors changer de voie plusieurs fois dans la zone des voies d'accélération. Lorsqu'on change de voie principale, on atteint automatiquement la voie de virage de l'A 672.

## Histoire
La ville de Darmstadt est reliée au réseau autoroutier depuis mai 1935, date à laquelle la route Francfort-Mannheim-Heidelberg, la première autoroute du Reich de l'ère nazie, est achevée. Même si Cologne et Bonn étaient déjà reliées par la première autoroute allemande en 1932, celle-ci est déclassée en Landstraße après l'arrivée au pouvoir d'Hitler afin de revendiquer la construction de la première autoroute.
La jonction formait la frontière entre le tronçon Francfort-Darmstadt, achevé en mai 1935, et la continuation vers le sud via Mannheim jusqu'à Heidelberg, achevée en octobre. Elle menait à l'est de Griesheim, près de la colonie de Tann, sur la Fernverkehrsstraße 26 (aujourd'hui Bundesstraße 26), qui commençait à l'époque à Mayence et menait au sud-est en direction de Darmstadt. Du côté est de la route se trouvait une station-service dans la zone du carrefour, la première station-service autoroutière d'Allemagne.
Après la fin de la Seconde Guerre mondiale, le transport privé connaît un essor considérable avec le miracle économique, notamment dans les zones métropolitaines. La route Darmstadt-Mannheim est l'autoroute la plus fréquentée d'Allemagne à la fin des années 1950, avec environ 40 000 véhicules par jour. Au début des années 1960, les travaux de construction d'une deuxième route nord-sud entre les deux zones métropolitaines commencent. En acheminant la route Cologne-Francfort vers le sud-est et depuis Darmstadt parallèlement à l'est à l'autoroute existante, elle représente une alternative tout en évitant le carrefour de Francfort, déjà très fréquenté à l'époque. La construction se déroule progressivement du nord au sud, jusqu'en 1970, avec le dernier tronçon entre Weinheim et Heidelberg, l'autoroute Main-Neckar est achevée.
Le premier tronçon de la nouvelle liaison d'angle entre la jonction de l'autoroute Cologne-Francfort et la jonction de Büttelborn est achevé en 1964, suivi un an plus tard, en juin 1965, par la continuation juste avant Griesheim, où il fusionne avec la Bundesstraße B 26, qui à son tour mène à la jonction de Darmstadt de l'autoroute Francfort-Mannheim. Cette liaison provisoire n'existe que pendant environ un an jusqu'à ce que l'échangeur de Darmstadt soit ouvert à la circulation le 2 juin 1966 pour la liaison mentionnée.
En raison de la position parallèle et donc de l'angle aigu des autoroutes qui se croisent, il n'y avait que des rampes à l'échangeur de Darmstadt dès le début et dans la même direction. Afin de pouvoir toujours atteindre la B 26 et le centre-ville de Darmstadt depuis les deux autoroutes, la Zubringer Rheinstraße de 2,5 km de long est construite, qui rejoint la Bundesstraße existante à l'est de l'agglomération de Tann. Dans une première étape d'expansion, la première partie de la route de desserte entre la liaison avec l'autoroute Francfort-Mannheim (initialement appelée jonction Darmstadt-Ouest) et la transition vers la B 26 est ouverte le 30 juillet 1965. Lors de la mise en service du tronçon de Büttelborn à l'échangeur de Darmstadt en 1966, le reste de la route de desserte est ouvert à la circulation. En conséquence, l'ancien carrefour qui menait directement à la B 26 est fermé.